# XVIIe siècle en sport
 (mars 2008).
Si vous disposez d'ouvrages ou d'articles de référence ou si vous connaissez des sites web de qualité traitant du thème abordé ici, merci de compléter l'article en donnant les références utiles à sa vérifiabilité et en les liant à la section « Notes et références ».
Chronologie du sport
- XVIe siècle en sport - XVIIe siècle en sport - XVIIIe siècle en sport

## Billard
- 1630 : le roi de France Louis XIII autorise l’installation de 120 billards publics à Paris. Le but du roi n’est pas de promouvoir spécialement le jeu de billards, mais plutôt d’offrir une alternative au jeu de paume.

## Boxe
- 6 janvier 1681 : première trace d’un match de boxe anglaise outre-Manche. Le duc d'Albemarle tient lieu d’organisateur d’un combat opposant son boucher à son footman ; le boucher s’impose[1].

## Calcio florentin
- 1607 : proclamation en Italie d’une loi visant au maintien de l’ordre pendant les matches de Calcio : « Tous les spectateurs doivent rester à leur place ; personne ne doit pénétrer sur le terrain de jeu. Les contrevenants doivent être appréhendés et punis d’une amende. »
- 1676 : Tommaso Rinuccini édite une Mise en garde contre le déclin du calcio regrettant que le jeu n’était plus pratiqué par les jeunes.
- 17 février 1689 : grande partie de Calcio entre une équipe « européenne » et une équipe « asiatique ». Les Européens s’imposent.

## Cricket
- 1611 : le premier match de cricket organisé connu au monde est joué à Chevening, dans le Kent, entre les équipes de Weald et Upland et Chalkhil[2].
- 1620 : Cromwell est dénoncé pour avoir pris part à un match de cricket. Une fois au pouvoir, Cromwell renforcera l’interdiction du cricket…
- 10 septembre 1624 : mort de Jasper Vinall (né vers 1590), le premier joueur de cricket connu à mourir des suites d’une blessure reçue en jouant au jeu. Le cricket de village prospère au milieu du XVIIe siècle, mais il n’y a aucune preuve que des équipes de force du comté se forment à cette époque[3].
- 1646 : première mention de la pratique des paris à l’occasion d’un match de cricket en Angleterre.
- 1660 : dans le sillage de la restauration anglaise, la popularité du cricket en tant que sport de jeu encourage l’investissement et le mécénat; L’introduction de joueurs professionnels et la formation d’équipes représentatives de plusieurs paroisses, éventuellement de comtés entiers, marquent le début d’une évolution du niveau du cricket villageois vers un niveau de compétition plus élevé[4],[5] .
- 1680 : première trace écrite de la présence d’un Umpire (arbitre) pour un match de cricket en Angleterre.
- 1695 : le Parlement se prononce contre le renouvellement de la loi de 1662 sur les licences, ouvrant la voie à une presse libre à l’expiration de la loi en 1696; C’est à partir de cette époque que les questions concernant le cricket et d’autres sports peuvent être rapportées dans les journaux[6].
- 7 juillet 1697 : le Foreign Post rapporte un A Great Match in Sussex joué pendant cinquante guinées, le plus ancien record connu d’un match de haut niveau [7],[8].

## Football / Soule
- 1615 : nouvelle proclamation du maire de Londres rappelant l’interdiction de la pratique du football (soule) dans la ville.
- 1686 : le Parlement de Bretagne rappelle l’interdiction de la pratique de la soule, « ce jeu maudit ».

## Golf
- 1657 : premier « match » Écosse-Angleterre en golf. Le futur roi Jacques II d'Angleterre associé à un cordonnier d’Edimbourg défient et s’imposent sur deux nobles anglais.

## Jeu de paume
- 1604 : publication en Angleterre de The View of France de Sir Robert Dallington (1561-1637). À la suite d'un séjour en France en 1598, ce maître d’école anglais nous livre un tableau (évidemment) très critique. Le goût pour le sport des Français étonne ainsi beaucoup, « Les Français naissent une raquette à la main », et l’auteur n’est pas avare de critiques car le sport est avant tout perçu par les Anglais d’alors, dans la plus pure tradition de Pline le Jeune, comme une perte de temps…. Paris compte, il est vrai, pas moins de 1.800 salles et terrains en plein air de jeu de paume ! Passion française par excellence, la paume se mue alors en authentique raz-de-marée. Dallington nous précise que la France est « un pays semé de jeux de paume, plus nombreux que les églises et des joueurs plus nombreux que les buveurs de bière en Angleterre. »
- 1610 : les paumiers se constituent en corporation. Les abus du raz-de-marée du jeu de paume en France se devaient d’être corrigés. Certains paumiers peu scrupuleux n’hésitaient en effet pas à bourrer leurs éteufs de pierres provoquant des accidents, parfois mortels. Le frère de Montaigne décède ainsi. De nombreuses salles sont fermées tandis qu’une réglementation stricte (c’est le principe même d’une corporation) encadre désormais la production d’éteufs et autres raquettes.
- 1612 : par lettres patentes de Louis XIII, le nombre des salles de jeu de paume est une nouvelle fois drastiquement réduit.
- 1657 : 114 salles de jeu de paume sont recensées à Paris. La paume reste encore le sport roi du moment, mais il est déjà en net recul sous les coups portés par Louis XIII.
- Novembre 1676 : Louis XIV confirme l’autorisation d’installer des tables de billard dans les salles de jeu de paume. Le Roi Soleil préférait en effet le billard à la Paume. Déjà en perte de vitesse, le jeu de paume est désormais boudé par la Cour…
- 1686 : construction de la salle de jeu de paume du château de Versailles. 103 ans plus tard, c’est là que les députés du tiers état prêteront le fameux « serment du Jeu de Paume » (20 juin 1789).

## Joute nautique
- 31 mai 1601 : premier tournoi de joutes nautiques à Agde.
- Juillet 1629 : premier tournoi de joutes nautiques organisé à Frontignan à l’occasion de la visite du cardinal de Richelieu.
- 29 juillet 1666 : premières joutes nautiques à Sète à l’occasion de l’inauguration du port.

## Sport hippique
- 15 mai 1651 : première course de chevaux moderne organisée à Paris. Deux cavaliers s’affrontent sur un parcours dans le Bois de Boulogne. L’arrivée est jugée au château de Madrid en présence du jeune Louis XIV.
- 25 février 1663 : Louis XIV offre 1 000 pistoles de prix aux vainqueurs des trois courses de chevaux organisées dans la plaine d’Achères.
- 1er juillet 1700 : réunion de courses hippiques organisée à Saint-Germain-en-Laye en présence de Louis XIV et du roi Stuart d’Angleterre en exil.

## Tir à l'arc
- 1673 : première édition du grand tournoi de tir à l’arc « Ancien Scorton Arrow » qui se tient dans le Yorkshire. Cette compétition est toujours disputée aujourd’hui.

## Naissance
- 1695 : 
  - ? : James Figg, boxeur anglais. († 7 décembre 1734).